# General D
Sérgio Matsinhe (Lourenço Marques, 28 de outubro de 1971), mais conhecido como General D, é um rapper português de ascendência moçambicana e um dos precursores do Rap e Hip hop em Portugal.

## Percurso
Aos dois anos veio viver para a margem sul de Lisboa. Destacou-se no atletismo tendo sido recordista regional dos 100m e de velocidade na variante 4x100m.
Em 1990 foi um dos organizadores do primeiro festival rap em Portugal, realizado na Incrível Almadense, onde tocaram os Black Company (de que fazia parte e foi um dos fundadores) e os Africa Power.  A primeira banda de General D incluía Maimuna Jalles e Marta Dias. 
Em 1992, colaborou com os Pop dell'Arte no tema "Mc Holly".  Esteve durante um mês em Inglaterra onde aproveitou para actuar e gravar com o grupo de dança londrino SWC com quem registou dois temas que seriam lançados na editora Tuff Produtions. Depois esteve na Zona Mais, em Lisboa, onde actuou ao lado do rapper norte-americano Joy que gravou um álbum em Portugal.[carece de fontes?]
Foi através do programa de TV "Lentes de Contacto", da produtora Latina Europa, que conheceu o Tiago Lopes e em 1993 gravaram o tema "Norte Sul". 
Em 1994 lançou o EP "PortuKKKal É Um Erro". Em 1995 é lançado o álbum "Pé Na Tchôn, Karapinha Na Céu", gravado com Os Karapinhas.   O primeiro single foi "Black Magic Woman" com a participação de Sam Ora. 
Em 1997 é editado o CD "Kanimambo". O teledisco de "Estado de Sítio" é incluído na compilação "Ritual Video Clips'97". Colabora em discos de Cool Hipnoise, Fernando Cunha e Ithaka. Colabora também na compilação "Onda Sonora".
General D preparou o seu terceiro álbum, tendo chegado a gravar com a dupla jamaicana "Sly & Robbie" mas o disco nunca chega a ser lançado.
Em 2000 aparece integrado numa acção de solidariedade para com o povo moçambicano e onde realizou o respectivo teledisco.[carece de fontes?]
Em 2014 foi localizado em Inglaterra e, alguns meses depois, General D anuncia o seu regresso a Portugal e à música. Admitindo ter-se afastado por problemas familiares, no seu regresso participou no festival Mistura, onde contou com a presença de NBC, Boss Acc, Black Company, Valete e Chullage. 

## Discografia
Entre a sua discografia encontram-se: 
Álbuns
- PortuKKKal É Um Erro (EP, EMI, 1994)
- Pé Na Tchôn, Karapinha Na Céu (CD, EMI, 1995) [General D & Os Karapinhas]
- Kanimambo (CD, EMI, 1997)

Compilações
- Timor Livre (1995) - Olhar Para Dentro
- Sons De Todas As Cores - Universal (com Influência Negra)
- Onda Sonora (1998) - Sobi Esse Pano, Mano (com Funk'N'Lata)

Colaborações
- Pop dell'Arte - MC Holly (1991)
- TNHNHRCSSMPAS - Norte Sul (1993)
- Ithaka - Erase The Slate of Hate (1997)
- Cool Hipnoise - Soldadinho (1998)
- Fernando Cunha - Pensamento Circular (1998)